# جانكو باكار
جانكو باكار (18 أغسطس 1990 بلوسرن في سويسرا - ) هو لاعب كرة قدم سويسري في مركز الهجوم. شارك مع منتخب سويسرا تحت 19 سنة لكرة القدم ومنتخب سويسرا تحت 20 سنة لكرة القدم. أما مع النوادي، فقد لعب مع نادي بترولول بلويشتي ونادي سيرفيت ونادي فينترتور ونادي كرينز ونادي كياسو ونادي لوزيرن.

## روابط خارجية
- جانكو باكار على موقع قاعدة بيانات كرة القدم.إي يو (الإنجليزية)
- جانكو باكار على موقع Soccerway.com (الإنجليزية)
- جانكو باكار على موقع عالم كرة القدم.نت (الإنجليزية)